# Ленка-Щуцинська
Ленка-Щуцинська (пол. Łęka Szczucińska) — село в Польщі, у гміні Щуцин Домбровського повіту Малопольського воєводства.
Населення — 319 осіб (2011).
У 1975-1998 роках село належало до Тарновського воєводства.

## Демографія
Демографічна структура станом на 31 березня 2011 року:
|          | Загалом | Допрацездатний вік | Працездатний вік | Постпрацездатний вік |
| -------- | ------- | ------------------ | ---------------- | -------------------- |
| Чоловіки | 155     | 26                 | 107              | 22                   |
| Жінки    | 164     | 33                 | 84               | 47                   |
| Разом    | 319     | 59                 | 191              | 69                   |